# Valère Germain
Valère Germain (Marsella, 17 de abril de 1990) es un futbolista francés que juega como delantero en el Sanfrecce Hiroshima de la J1 League.

## Selección nacional
Fue internacional con Francia en las categorías sub-20 y sub-21.

## Estadísticas
| Club | Div.          | Temporada     | Liga  | Liga  | Copas nacionales(1) | Copas nacionales(1) | Copas internacionales(2) | Copas internacionales(2) | Total | Total |
| Club | Div.          | Temporada     | Part. | Goles | Part.               | Goles               | Part.                    | Goles                    | Part. | Goles |
| --- | ------------- | ------------- | ----- | ----- | ------------------- | ------------------- | ------------------------ | ------------------------ | ----- | ----- |
| A. S. Monaco F. C. Francia | 1.ª           | 2010-11       | 2     | 0     | 0                   | 0                   | —                        | —                        | 2     | 0     |
| A. S. Monaco F. C. Francia | 2.ª           | 2011-12       | 34    | 8     | 4                   | 2                   | —                        | —                        | 38    | 10    |
| A. S. Monaco F. C. Francia | 2.ª           | 2012-13       | 35    | 14    | 4                   | 2                   | —                        | —                        | 39    | 16    |
| A. S. Monaco F. C. Francia | 1.ª           | 2013-14       | 23    | 5     | 3                   | 0                   | —                        | —                        | 26    | 5     |
| A. S. Monaco F. C. Francia | 1.ª           | 2014-15       | 29    | 4     | 5                   | 1                   | 3                        | 0                        | 37    | 5     |
| O. G. C. Niza Francia | 1.ª           | 2015-16       | 38    | 14    | 2                   | 0                   | —                        | —                        | 40    | 14    |
| O. G. C. Niza Francia | Total club    | Total club    | 38    | 14    | 2                   | 0                   | 0                        | 0                        | 40    | 14    |
| A. S. Monaco F. C. Francia | 1.ª           | 2016-17       | 36    | 10    | 8                   | 3                   | 16                       | 4                        | 60    | 17    |
| A. S. Monaco F. C. Francia | Total club    | Total club    | 159   | 41    | 24                  | 8                   | 19                       | 4                        | 202   | 53    |
| Olympique de Marsella Francia | 1.ª           | 2017-18       | 35    | 9     | 3                   | 2                   | 17                       | 7                        | 55    | 18    |
| Olympique de Marsella Francia | 1.ª           | 2018-19       | 36    | 8     | 2                   | 0                   | 4                        | 0                        | 42    | 8     |
| Olympique de Marsella Francia | 1.ª           | 2019-20       | 25    | 2     | 5                   | 0                   | —                        | —                        | 30    | 2     |
| Olympique de Marsella Francia | 1.ª           | 2020-21       | 24    | 3     | 3                   | 0                   | 5                        | 0                        | 32    | 3     |
| Olympique de Marsella Francia | Total club    | Total club    | 120   | 22    | 13                  | 2                   | 26                       | 7                        | 159   | 31    |
| Montpellier H. S. C. Francia | 1.ª           | 2021-22       | 34    | 4     | 2                   | 0                   | ―                        | ―                        | 36    | 4     |
| Montpellier H. S. C. Francia | 1.ª           | 2022-23       | 31    | 2     | 1                   | 1                   | ―                        | ―                        | 32    | 3     |
| Montpellier H. S. C. Francia | Total club    | Total club    | 65    | 6     | 3                   | 1                   | 0                        | 0                        | 68    | 7     |
| Macarthur F. C. Australia | 1.ª           | 2023-24       | 28    | 12    | 1                   | 0                   | 7                        | 4                        | 36    | 16    |
| Macarthur F. C. Australia | 1.ª           | 2024-25       | 17    | 7     | 4                   | 4                   | ―                        | ―                        | 21    | 11    |
| Macarthur F. C. Australia | Total club    | Total club    | 45    | 19    | 5                   | 4                   | 7                        | 4                        | 57    | 27    |
| Sanfrecce Hiroshima Japón | 1.ª           | 2025          | 5     | 1     | 0                   | 0                   | 1                        | 1                        | 6     | 2     |
| Sanfrecce Hiroshima Japón | Total club    | Total club    | 5     | 1     | 0                   | 0                   | 1                        | 1                        | 6     | 2     |
| Total carrera | Total carrera | Total carrera | 432   | 103   | 47                  | 15                  | 53                       | 16                       | 532   | 134   |
| (1) Incluye datos de Copa de la Liga de Francia, Copa de Francia, Supercopa de Francia y FFA Cup. (2) Incluye datos de Liga de Campeones de la UEFA, Liga Europa de la UEFA y Liga de Campeones 2 de la AFC. |               |               |       |       |                     |                     |                          |                          |       |       |

## Palmarés

### Títulos nacionales
| Título  | Club               | País    | Año  |
| ------- | ------------------ | ------- | ---- |
| Ligue 2 | A. S. Monaco F. C. | Francia | 2013 |
| Ligue 1 | A. S. Monaco F. C. | Francia | 2017 |